# Callistoctopus
Callistoctopus es un género de pulpos nocturnos de colores anaranjados de la familia Octopodidae. Son fácilmente identificables por su coloración rojiza, las papilas blancas que recubren su cuerpo y sus largos brazos. Aunque son simpátricos a las especies diurnas de pulpo, evitan la competencia cazando por la noche. En reconocimiento de esta preferencia, muchas especies de Callistoctopus se denominan pulpos nocturnos. Entre las especies más conocidas se encuentran el C. macropus (pulpón) y la especie tipo C. ornatus (pulpo ornamentado), que se capturan para el consumo humano como marisco.

## Especies
- Callistoctopus alpheus (Norman, 1993)
- Callistoctopus aspilosomatis (Norman, 1993)
- Callistoctopus bunurong (Stranks, 1990)
- Callistoctopus dierythraeus (Norman, 1992)
- Callistoctopus graptus (Norman, 1992)
- Callistoctopus kermadecensis (Berry, 1914)
- Callistoctopus lechenaultii (d'Orbigny, 1826)
- Callistoctopus luteus (Sasaki, 1929)
- Callistoctopus macropus (Risso, 1826)
- Callistoctopus nocturnus (Norman & Sweeney, 1997)
- Callistoctopus ornatus (Gould, 1852)
- Callistoctopus rapanui (Voss, 1979)